# Ray Groom
Pour les articles homonymes, voir Groom.
John Raymond "Ray" Groom, né le 3 septembre 1944, est un homme politique australien, membre du Parti libéral qui fut le 39e premier Ministre de  Tasmanie du 17 septembre 1992 au 18 mars 1996. Il succéda à Michael Field et fut lui-même remplacé par Tony Rundle. Il a pris sa retraite parlementaire en 2002. Autrefois avocat, maintenant homme d'affaires, il est marié à Gillian Crisp et ils ont quatre fils et deux filles. 

## Biographie
Après avoir obtenu son diplôme d'avocat à l'Université de Melbourne, il exerça dans un premier temps dans la ville de Burnie, dans le nord-ouest de la Tasmanie. 
Il participa au deuxième gouvernement Fraser d'abord en tant que ministre de l'Environnement, du Logement et du développement communautaire de décembre 1977 à décembre 1978 puis comme Ministre du logement et de la construction jusqu'en novembre 1980. 
En 1975, il remporta le siège de député fédéral de Braddon, et le garda jusqu'en 1984.
En 1984, il annonça sa retraite politique, mais il était devenu dans l'intervalle, conseiller principal du premier ministre Robin Gray. En 1986, il entra de nouveau en politique en tant que député de Tasmanie. En 1991, il devient chef des libéraux après avoir battu Gray. Par conséquent, il devint premier ministre après l'élection de 1992 et Gray se retira de la politique.
Aux élections de 1996, il s'engagea à ne gouverner que s'il avait la majorité absolue au parlement de Tasmanie. Groom n'eut pas la majorité mais les travaillistes ne trouvèrent pas de terrain d'entente avec les Verts de sorte que les Libéraux durent former un gouvernement minoritaire. À cause de sa promesse, Groom dut démissionner et Rundle le remplaça. 